# Thiosíran amonný
Thiosíran amonný je anorganická sloučenina, amonná sůl kyseliny thiosírové. Za běžných podmínek jde o bílou krystalickou látku zapáchající po amoniaku a dobře rozpustnou ve vodě, mírně rozpustnou v acetonu, nerozpustnou v ethanolu a diethyletheru.
Thiosíran amonný se používá do fotografických ustalovačů (tzv. rychloustalovače – pracují rychleji než ustalovače s thiosíranem sodným) a pro louhování zlata a stříbra (kde působí za přítomnosti mědi jako katalyzátoru; tento proces je netoxickou alternativou použití nebezpečných kyanidů). Lze ho používat také jako hnojivo. Podle výzkumů lze thiosíran amonný využít jako aditivum při spoluspalování uhlí a odpadu, kdy snižuje tvorbu toxických dioxinů a furanů.